# Rupes
Rupes er betegnelsen for en måneklint, hvilket er en landskabsform på Månen. Betegnelsen anvendes også om tilsvarende formationer på andre himmellegemer som Merkur.
Der kendes følgende rupes på Månen:
- Altai Rupes
- Boris Rupes
- Cauchy Rupes
- Kelvin Rupes
- Liebig Rupes
- Mercator Rupes
- Recta Rupes
- Toscanelli Rupes